# Национальная ассамблея Буркина-Фасо
Национальная ассамблея Буркина-Фасо (фр. Assemblée nationale) — название парламента Буркина-Фасо.
Национальная ассамблея была образована в 1995 году; заседает в столице страны Уагадугу. В Национальную ассамблею избирается 111 депутатов.
30 октября 2014 года, в рамках Восстания в Буркина-Фасо в 2014 году, протестующие ворвались в здание парламента и подожгли его, из-за решения парламента внести поправки в Конституцию Буркина-Фасо об отмене ограничения срока полномочий, благодаря чему президент Блез Компаоре оставался у власти ещё на один пятилетний срок.

## Выборы в Национальную ассамблею
Буркина-Фасо делится на 45 избирательных провинций. Каждая провинция избирает от двух до девяти представителей, и эти представители являются членами политических партий. В Национальную ассамблею входят 111 членов, избранных от провинций, и 16 членов, избираемых на общенациональном уровне, всего 127 человек.

## Состав

### 2015
- Народное движение за прогресс — 55 мест (34,71 % голосов избирателей)
- Союз за прогресс и реформы — 33 места (20,53 %)
- Конгресс за демократию и прогресс — 18 места (13,20 %)
- Новый союз Фасо — 2 места (4,14 %)
- Санкаристская партия — 5 мест (3,76 %)
- Альянс за демократию и федерально-африканское демократическое движение — 3 места (3,76 %)
- Новое время демократии — 3 места (2,33 %)
- Национальная партия возрождения — 1 место (1,88 %)
- Метба — 1 место (1,85 %)
- Альтернативное Фасо — 1 место (1,44 %)
- Организация за демократию и труд — 1 место (0,90 %)
- Союз нового Буркина — 1 место (0,86 %)
- Движение за демократию и социализм — 1 место (0,82 %)
- Движение за демократию в Африке — 1 место (0,58 %)

### 2007
По результатам парламентских выборов, состоявшихся 6 мая 2007 года, в Национальную ассамблею вошли следующие политические партии Буркина-Фасо:
- Конгресс за демократию и прогресс — 73 места (58,9 % голосов избирателей)
- Альянс за демократию и федерально-африканское демократическое движение — 14 мест (10,7 % голосов избирателей)
- Союз за республику — 5 мест (4,3 % голосов избирателей)
- Союз для возрождения/Санкаристское движение — 4 места (3,9 % голосов избирателей)
- Конвент демократических сил Буркина — 3 места (2,3 % голосов избирателей)
- Союз Санкаристской партии — 2 места (1,7 % голосов избирателей)

Ещё 18,1 % голосов было отдано за 7 небольших партий, получивших в общей сложности 10 мест в Национальной ассамблее.